# Adenililsulfatasa
La adenililsulfatasa (EC 3.6.2.1) es una enzima que cataliza la siguiente reacción química:
Por lo tanto los dos sustratos de esta enzima son el adenilil sulfato (adenosina 5'-fosfosulfato, A5PS) y agua, mientras que sus dos productos son adenosín monofosfato y sulfato.
Esta enzima pertenece a la familia de las hidrolasas, específicamente a aquellas que actúan sobre anhídridos de ácidos que contienen anhídridos de sulfonilo. El nombre sistemático de esta clase de enzimas es adenilil-sulfato sulfohidrolasa. Otros nombres por los que se la suele conocer son adenosina 5-fosfosulfato sulfohidrolasa', y adenililsulfato sulfohidrolasa. La enzima participa en el metabolismo del azufre.